# OP (virksomhed)
OP er en finsk finanskoncern. Koncernen består af 180 kooperative banker og deres centralorganisation. OP har over 1,4 mio. kunder i ejerkredsen. Foruden bankvirksomhed driver koncernen også forsikringsservices og et hospital. OPs omsætning var i 2013 på 3,23 mia. US$ og der var 12.587 ansatte.
I 2014 overtog koncernen den resterende del af aktierne i Pohjola Bank og konsoliderede sine services under OP-mærket. OP-Pohjola blev forkortet til OP.
OP’s nye hovedkvarter er lokaliseret i Vallila i Helsinki og åbnede i 2015.

## Historie
Virksomhedens forgænger blev etableret i 1891, da brandforsikringsselskabet Palovakuutus-Osakeyhtiö Pohjola påbegyndte sine aktiviteter. Pohjola Bank blev børsnoteret på Helsinki børs i 1922.
De første lokale kreditforeninger blev etableret i 1902 efter at der blev modtaget et stort lån af den finske stat. Kooperativernes centralorganisation blev etableret i 1928, som en ideologisk organisation mellem lokale afdelinger. Efterhånden som forretningsområdet er blevet mere reguleret, så har centralorganisationen øget sin indflydelse på de lokale banker markant.

## Sundhed
I 2014 bekendtgjorde OP, at de de har planer om udvide indenfor sundhed og velvære. De driver et hospital i Helsinki-regionen, men de har planer om at åbne nye hospitaler i nær fremtid under Pohjola-mærket, som ikke længere benyttes til bankvirksomhed.